# Colleen Moore
Colleen Moore, pseudonimo di Kathleen Morrison (Port Huron, 19 agosto 1899 – Paso Robles, 25 gennaio 1988), è stata un'attrice e cantante statunitense.

## Biografia
Nata nello stato di Michigan con il nome di Kathleen Morrison, era la figlia maggiore di Charles R. e Agnes Morrison. La famiglia viaggiò durante la sua infanzia, cambiando più volte residenza: nel 1905 a Hillsdale, e poi dal 1907 ad Atlanta, dove i Morrison cambiarono più volte abitazione. La sua prima partecipazione a un film fu in The Prince of Graustark, ma non venne accreditata, mentre la prima pellicola in cui fu accreditata è The Bad Boy (1917) per la Triangle Fine Arts. Nel 1922 fu tra le vincitrici del WAMPAS Baby Stars. Come cantante uno dei suoi maggiori successi fu I'm Thirsty for Kisses, I'm Hungry For Love, tratta dalla colonna sonora del film Gambette indiavolate

## Vita privata
Moore si sposò quattro volte, con John McCormick (1923-1930), Albert P. Scott (1932-1934), Homer P. Hargrave (1937-1964) e infine Paul Magenot, dal 1983 al 1988, quando morì all'età di 88 anni, di cancro, nello Stato della California.

## Riconoscimenti
- WAMPAS Baby Stars 1922
- Celebrità della Hollywood Walk of Fame
- Young Hollywood Hall of Fame (1908-1919)

## Filmografia
- The Prince of Graustark, regia di Fred E. Wright (1916)
- The Bad Boy, regia di Chester Withey (1917)
- An Old Fashioned Young Man, regia di Lloyd Ingraham (1917)
- Hands Up!, regia di Tod Browning e Wilfred Lucas (1917)
- The Little American, regia di Cecil B. DeMille e Joseph Levering (non accreditati) (1917)
- Cuor di selvaggio (The Savage), regia di Rupert Julian (1917)
- A Hoosier Romance, regia di Colin Campbell (1918)
- Little Orphant Annie, regia di Colin Campbell (1918)
- The Busher, regia di Jerome Storm (1919)
- The Wilderness Trail, regia di Edward LeSaint (1919)
- The Man in the Moonlight, regia di Paul Powell (1919)
- The Egg Crate Wallop, regia di Jerome Storm (1919)
- Common Property, regia di William C. Dowlan e Paul Powell (1919)
- A Roman Scandal, regia di Al Christie (1919)
- The Cyclone, regia di Clifford Smith (1920)
- Her Bridal Night-Mare, regia di Al Christie - cortometraggio (1920)
- When Dawn Came, regia di Colin Campbell (1920)
- Gli adoratori del diavolo (The Devil's Claim), regia di Charles Swickard (1920)
- So Long Letty, regia di Al Christie (1920)
- Dinty, regia di John McDermott e Marshall Neilan (1920)
- The Sky Pilot, regia di King Vidor (1921)
- His Nibs, regia di Gregory La Cava (1921)
- The Lotus Eater, regia di Marshall Neilan (1921)
- Come on Over, regia di Alfred E. Green (1922)
- La danza delle acque o Artefice di bellezza (The Wall Flower), regia di Rupert Hughes (1922)
- Affinities, regia di Ward Lascelle (1922)
- La donna è mobile (Forsaking All Others), regia di Émile Chautard (1922)
- Broken Chains, regia di Allen Holubar (1922)
- The Ninety and Nine, regia di David Smith (1922)
- Look Your Best, regia di Rupert Hughes (1923)
- The Nth Commandment, regia di Frank Borzage (1923)
- Slippy McGee, regia di Wesley Ruggles (1923)
- Broken Hearts of Broadway, regia di Irving Cummings (1923)
- The Huntress, regia di John Francis Dillon e Lynn Reynolds (1923)
- April Showers, regia di Tom Forman (1923)
- Flaming Youth, regia di John Francis Dillon (1923)
- Through the Dark, regia di George W. Hill (1924)
- Painted People, regia di Clarence G. Badger (1924)
- The Perfect Flapper, regia di John Francis Dillon (1924)
- Flirting with Love, regia di John Francis Dillon (1924)
- So Big, regia di Charles Brabin (1924)
- Piedini d'oro (Sally), regia di Alfred E. Green (1925)
- The Desert Flower, regia di Irving Cummings (1925)
- We Moderns, regia di John Francis Dillon (1925)
- Ben-Hur (Ben-Hur: A Tale of the Christ), regia di Fred Niblo (1925)
- Irene non ti spogliare! (Irene), regia di Alfred E. Green (1926)
- Ella Cinders, regia di Alfred E. Green (1926)
- It Must Be Love, regia di Alfred E. Green (1926)
- Twinkletoes, regia di Charles Brabin (1926)
- Il mio cuore aveva ragione (Orchids and Ermine) (1927)
- Biricchina ma simpatica (Naughty But Nice), regia di Millard Webb (1927)
- Her Wild Oat, regia di Marshall Neilan (1927)
- Don Giovanni in gabbia (Happiness Ahead), regia di William A. Seiter (1928)
- Le sette aquile (Lilac Time), regia di George Fitzmaurice e, non accreditato, Frank Lloyd (1928)
- Oh, Kay!, regia di Mervyn LeRoy (1928)
- L'albergo delle sorprese (Synthetic Sin), regia di William A. Seiter (1929)
- Gambette indiavolate (Why Be Good?), regia di William A. Seiter (1929)
- Smiling Irish Eyes, regia di William A. Seiter (1929)
- Mademoiselle Fifì (Footlights and Fools), regia di William A. Seiter (1929)
- Potenza e gloria (The Power and the Glory), regia di William K. Howard (1933)
- Social Register, regia di Marshall Neilan (1934)
- Success at Any Price, regia di J. Walter Ruben (1934)
- The Scarlet Letter, regia di Robert G. Vignola (1934)